# Нешателско језеро
Нешателско језеро (фр. Lac de Neuchâtel) је језеро у западном делу Швајцарске у француском говорном региону. Ово језеро се својим већим делом налази у кантону Нешател, али такође улази и у кантоне Во, Фрибур и Берн.
Са површином од 218.3 km², ово језеро се у целини налази у Швајцаркој и по томе је највеће. Већа швајцарска језера од Нешателског су Женевско језеро које се делом налази и у Француској и Боденско (делом у Немачкој и Аустрији). Језеро је дуго 38,3 km и највећа ширина му је 8,2 km. Надморска висина је 429 m, а максимална дубина 152 m.
У језеро се уливају реке: Орбе, Арнон, Ареузе, Сејон.